# دونالد ترامب وكرة القدم الأمريكية

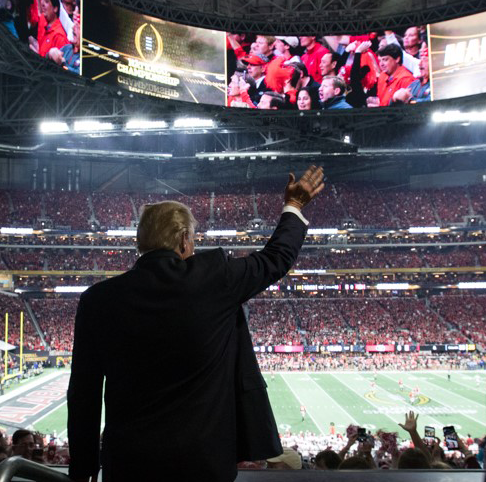
ترمب في ملعب مرسيدس بنز عام 2018.

لدونالد ترمب علاقة كبيرة برياضة كرة القدم الأمريكية خلال مسيرته المهنية رجل أعمال وسياسيًّا، سواءً على المستوى الاحترافي أو الجامعي. توتر علاقة ترمب مع أكبر دوري كرة قدم أمريكية احترافي في العالم الدوري الوطني لكرة القدم الأمريكية (NFL) منذ ثمانينات القرن العشرين. وصفت مقالة نشرت في عام 2018 في موقع بيزنس إنسايدر علاقة ترمب مع الدوري بـ «حرب الكرات»، ووصفت اتحاد كرة القدم الأميركي بأنه «أقدم منافس له». وفي نفس العام صرح الكاتب الرياضي آدم شيفتر من شبكة إي إس بي إن أن لترمب «ثأره الصغير من اتحاد كرة القدم الأميركي»، وصرح محرر الرياضة في صحيفة الإندبندنت إد ماليون في عام 2019 أن «ترمب خاض حربًا طويلة ضد اتحاد كرة القدم الأميركي».
حاول ترمب منذ ثمانينات القرن العشرين أن يصبح مالكًا لفريق في دوري كرة القدم الأميركي، فبائت محاولاته بالفشل. وفي منتصف الثمانينيات أصبح ترمب مالك فريق نيوجيرسي جنرالز في دوري كرة القدم الأمريكية المنافس (USFL) وقاد الدوري في دعوى قضائية ضد اتحاد كرة القدم الأميركي لمحاولة فرض الاندماج. حقق اتحاد كرة القدم الأميركي انتصارًا بيروسيا في دعوته القضائية وإن لم يُدمج الاتحاد. وقد عُدت تصرفات ترمب عاملاً رئيساً في حل اتحاد كرة القدم الأميركي بعد فترة وجيزة. ودعا ترمب في رئاسته الأولى إلى مقاطعة اتحاد كرة القدم الأميركي بسبب احتجاجات الركوع أثناء النشيد الوطني الأمريكي التي شارك فيها العديد من اللاعبين، إذ عدّ بعض المحللين تعليقات ترمب جزءًا من عداوته المستمرة مع اتحاد كرة القدم الأميركي.
حضر ترمب العديد من مباريات كرة القدم الجامعية رفيعة المستوى، وخاصة في جنوب الولايات المتحدة بصفته رئيسًا للبلاد، إذ حظي كثيرًا باستقبال جيد من الحاضرين. قارن المؤرخ من كلية الحرب البحرية نيكولاس سارانتيكس بين إعجاب ترمب بالرياضة واستخدامه لحضور المباريات كشكل من أشكال المسرح السياسي وبين إعجاب زميله الرئيس ريتشارد نيكسون. وفقًا لمقال نُشر عام 2018 في صحيفة ذا هِل، فضل ترمب الألعاب الرياضية الجامعية في فترة وجوده في منصبه بسبب عداوته البارزة مع الرياضيين والزملاء في الدوريات الرياضية الاحترافية مثل دوري كرة القدم الأمريكية ودوري كرة السلة الأمريكي.